# Illnau-Effretikon
Illnau-Effretikon (hasta 1974 Illnau) es una ciudad y comuna suiza del cantón de Zúrich, situada en el distrito de Pfäffikon. Limita al noroeste con la comuna de Lindau, al norte con Winterthur, al noreste con Kyburg, al este con Weisslingen, al sureste con Russikon y Fehraltorf, y al suroeste y oeste con Volketswil.

## Transportes
Dentro de la comuna hay varios apeaderos ferroviarios, siendo el más importante la estación de Effretikon, donde se pueden tomar trenes con destino a la mayoría de las ciudades y comunas del Cantón de Zúrich gracias a la multitud de líneas de la red S-Bahn Zúrich que llegan a la estación.